# 2006. évi téli olimpiai játékok
A 2006. évi téli olimpiai játékok, hivatalos nevén a XX. téli olimpiai játékok egy több sportot magába foglaló nemzetközi sportesemény volt, melyet 2006. február 10. és február 26. között rendeztek Torinóban. Olaszország második alkalommal rendezte meg a téli olimpiát, hiszen ott tartották a VII. téli olimpiai játékokat is (1956-ban Cortina d’Ampezzo volt a helyszín), és ez volt a harmadik alkalom, hogy Olaszország olimpiának adott otthont, mivel 1960-ban Rómában rendezték a XVII. nyári olimpiai játékokat.
A játékok alatt mintegy 20 000 önkéntest alkalmaztak (akiket a több mint 40 000 jelentkező közül válogattak ki) a sportolók, látogatók és újságírók fogadásánál, eligazításánál, valamint a versenyhelyszínek előkészítésénél és a versenyek lebonyolításánál.
Az esemény hivatalos logóján megjelent Torino város neve. Torino 2006 hivatalos kabalafigurái Neve, a hógolyólány és Gliz, a jégkockafiú voltak.

## A pályázat
Torino városát 1999-ben választották a XX. téli olimpia házigazdájává, megelőzve a svájci Siont, 53 szavazattal 36 ellenében. Erre a választásra közvetlenül azután került sor, hogy a NOB 108. soron kívüli ülésén új választási szabályzatot fogadott el az 1998. és a 2002. évi téli olimpiai játékok házigazdáinak megszavazását körüllengő korrupciós vádak miatt. A NOB-tagoknak megtiltották, hogy felkeressék a jelölt városokat (ezzel is csökkentve a korrupció lehetőségét), a NOB 109. rendes ülésén Értékelő Bizottságot hoztak létre azzal a feladattal, hogy a jelentkező városok bemutatkozó prezentációja után összeállítsák az ún. „rövid listát”; a listán szereplő városokról végül szavazattöbbséggel a NOB teljes ülése döntött. Összesen hat város jelentkezett és tartotta meg kortesbeszédét a NOB 1999. júniusi szöuli ülésén, az Értékelő Bizottság végül csak két várost jelölt arra, hogy a NOB teljes ülése szavazzon róluk: a svájci Siont valamint Torinót. Helsinki, Poprád, Zakopane, valamint Klagenfurt pályázatait a Jelölő Bizottság a bemutatók után elvetette.
Torino Sion fölött aratott győzelme kirobbanó meglepetés volt, mivel Sion minden szempontból favoritnak számított. A média spekulációja szerint Torino győzelme alapvetően három tényezőnek köszönhető: az olasz tárgyalócsapat képességeinek, a NOB törekvésének, hogy Olaszországot kompenzálja valamelyest a 2004. évi nyári olimpiai játékok elveszítéséért (itt Athén győzött Rómával szemben), végül a NOB így visszavághatott Svájcnak, amiért a svájci Marc Hodler NOB-tag felfedte a 2002. évi korrupciós botrányt.
| Város        | Ország        | 1. forduló |
| Torino       | Olaszország   | 53         |
| Sion         | Svájc         | 36         |
| Helsinki     | Finnország    | —          |
| Klagenfurt   | Ausztria      | —          |
| Poprad-Tatry | Szlovákia     | —          |
| Zakopane     | Lengyelország | —          |

## Szervezés és beruházások
A felkészülés idején 65 sportlétesítményt, különböző más infrastruktúrákat, sportolók és újságírók részére berendezett olimpiai falvakat, közlekedési infrastruktúrákat építettek a városban, összesen 1,7 milliárd euró értékben.
A legfontosabb sportlétesítmények:
- Torino olimpiai stadionja (korábban Comunale stadion)
- 5 sportcsarnok (3 új, 2 felújított): a „Palazzo a Vela”, tervező Gae Aulenti (a gyorskorcsolya és a rövidpályás változat megrendezésére), az „Oval Lingotto” (műkorcsolya), „Torino Esposizioni” (jégkorong), a Tazzoli corso Jégstadionja, az Arata Isozaki tervezte jégstadion (jégkorong)
- Torino olimpiai kapuja
- Torino, Bardonecchia és Sestriere olimpiai falvai
- Pinerolo újjáépített és kibővített jégcsarnoka, a curlingversenyekre
- Torre Pellice új stadionja (jégkorong)
- 12 új közepes kategóriájú sílift a következő településeken: Cesana Torinese, San Sicario, Sestriere, Bardonecchia, Claviere és Sauze d'Oulx
- a bob-, szánkó- és szkeletonversenyek megrendezésére szolgáló pálya Cesanában (Olaszország egyetlen nemzetközi pályája) Cortina d’Ampezzo mellett

A legfontosabb közlekedési beruházások:
- Torino földalattija (VAL rendszerben), amely az olimpia megnyitására összeköti Collegno városát Porta Susa vasútállomásával
- 11 országút és autópálya felújítása, amelyek Torinót kötik össze az olimpia helyszíneivel

## Problémák a szervezés körül

### Csődveszély
Az olimpia Szervezőbizottsága pénzügyi helyzete fokozatosan egyre nehezebbé, végül kritikussá vált. A legújabb pénzügyi fejlemény egy 64 millió eurós hiány volt, amely 2005 végén jelentkezett, elsősorban azért, mert Olaszország 2006-os költségvetési tervezetében nem szerepelt a kormányzat által az Olimpiai Szervezőbizottság részére megígért 40 millió eurós hozzájárulás. Ez a hiány a torinói téli olimpia csődjét jelenthette volna.
Olyan nagy volt a probléma, hogy a szervezők elkezdték kidolgozni a Torino 2006 csődeljárása első lépéseit, amelyeket meg kellett volna tenni, ha 2006. január 20-i ülésén a Szervezőbizottság tanácsa nem tudja jóváhagyni a költségvetést.
Végül az olasz kormány ígéretet tett a hiány finanszírozására.

### Metró építése
A metrót végül a tervezettnél később, február 4-én adták át a forgalomnak, és csak a tervezettnél jóval rövidebb vonalon közlekedik.

## Olimpiai falvak
- Bardonecchia
- Sestriere
- Torino

## Versenyek helyszínei
- Olimpia versenyhelyszínek
  - Torino
  - Bardonecchia
  - Cesana-San Sicario
  - Pinerolo
  - Pragelato
  - Sauze D'Oulx
  - Sestriere
- Hivatalos olimpiai edzési helyszínek
  - Chiomonte
  - Claviere
  - Prali
- Olimpiai hegyi edzőterep
  - Torre Pellice

## Részt vevő nemzeti olimpiai bizottságok

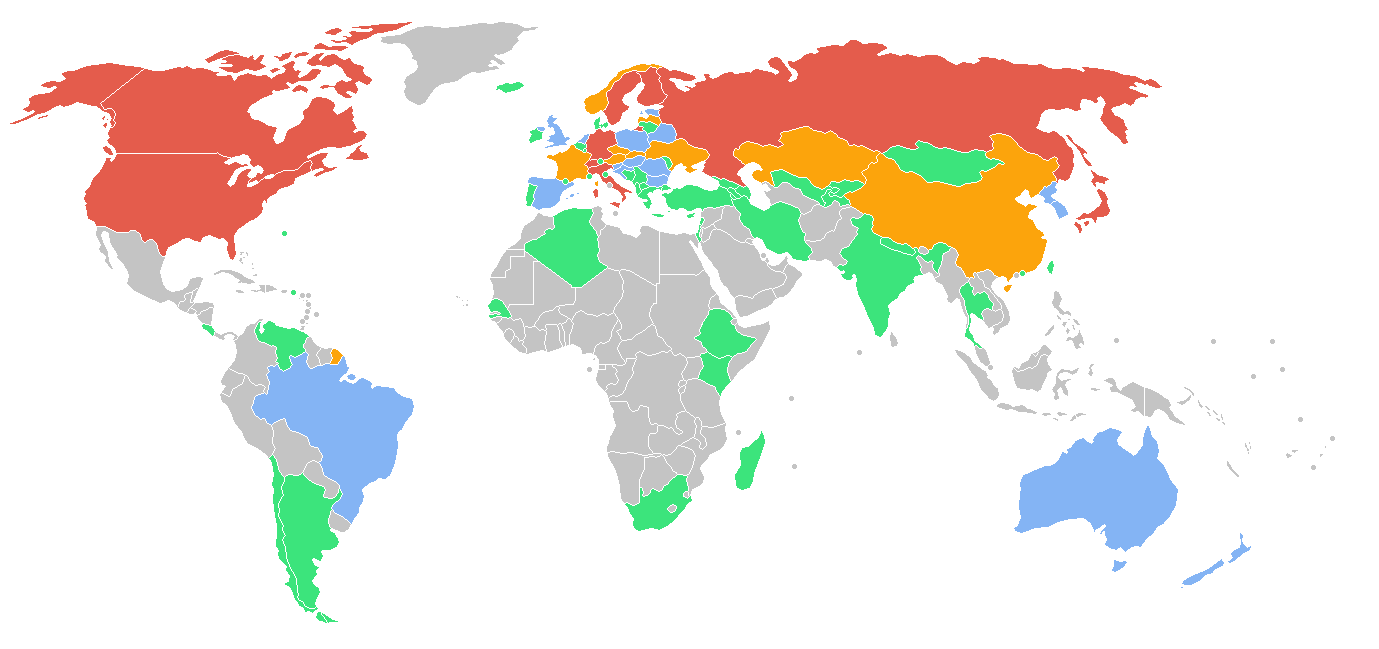
A részt vevő országok. Zöld: kevesebb, mint 10 sportoló; kék: 10-50; narancs: 51-100; piros: több, mint 100.

Az alábbi nemzetek olimpiai csapatai küldtek sportolókat a játékokra.
Három ország, Etiópia, Madagaszkár valamint ezen a néven Szerbia és Montenegró első alkalommal vett részt a téli olimpiai játékokon, ezek vastagítással kiemeltek. Zárójelben az adott nemzeti csapatban induló sportolók létszáma.

- Albánia (ALB) (1 – 1 férfi)
- Algéria (ALG) (2 – 1 férfi, 1 nő)
- Egyesült Államok (USA) (204 – 117 férfi, 87 nő)
- Amerikai Virgin-szigetek (ISV) (1 – 1 férfi)
- Andorra (AND) (3 – 3 férfi)
- Argentína (ARG) (9 – 5 férfi, 4 nő)
- Ausztrália (AUS) (40 – 23 férfi, 17 nő)
- Ausztria (AUT) (73 – 55 férfi, 18 nő)
- Azerbajdzsán (AZE) (2 – 1 férfi, 1 nő)
- Belgium (BEL) (4 – 4 férfi)
- Bermuda (BER) (1 – 1 férfi)
- Bosznia-Hercegovina (BIH) (6 – 3 férfi, 3 nő)
- Brazília (BRA) (9 – 6 férfi, 3 nő)
- Bulgária (BUL) (21 – 11 férfi, 10 nő)
- Chile (CHI) (9 – 5 férfi, 4 nő)
- Costa Rica (CRC) (1 – 1 férfi)
- Ciprus (CYP) (1 – 1 férfi)
- Csehország (CZE) (83 – 63 férfi, 20 nő)
- Dánia (DEN) (4 – 4 nő)
- Dél-afrikai Köztársaság (RSA) (3 – 3 férfi)
- Dél-Korea (KOR) (40 – 26 férfi, 14 nő)
- Etiópia (ETH) (1 – 1 férfi)
- Észak-Korea (PRK) (6 – 2 férfi, 4 nő)
- Észtország (EST) (26 – 17 férfi, 9 nő)
- Fehéroroszország (BLR) (28 – 14 férfi, 14 nő)
- Finnország (FIN) (90 – 59 férfi, 31 nő)
- Franciaország (FRA) (82 – 50 férfi, 32 nő)
- Grúzia (GEO) (3 – 2 férfi, 1 nő)
- Görögország (GRE) (5 – 3 férfi, 2 nő)
- Hollandia (NED) (33 – 16 férfi, 17 nő)
- Hongkong (HKG) (1 – 1 nő)
- Horvátország (CRO) (23 – 16 férfi, 7 nő)
- Izland (ISL) (5 – 4 férfi, 1 nő)
- India (IND) (4 – 3 férfi, 1 nő)
- Irán (IRI) (2 – 2 férfi)
- Írország (IRL) (4 – 3 férfi, 1 nő)
- Izrael (ISR) (5 – 3 férfi, 2 nő)
- Japán (JPN) (110 – 58 férfi, 52 nő)
- Kanada (CAN) (191 – 108 férfi, 83 nő)
- Kazahsztán (KAZ) (55 – 43 férfi, 12 nő)
- Kenya (KEN) (1 – 1 férfi)
- Kína (CHN) (73 – 35 férfi, 38 nő)
- Kirgizisztán (KGZ) (1 – 1 férfi)
- Lengyelország (POL) (45 – 29 férfi, 16 nő)
- Lettország (LAT) (57 – 49 férfi, 8 nő)
- Libanon (LIB) (3 – 2 férfi, 1 nő)
- Liechtenstein (LIE) (5 – 3 férfi, 2 nő)
- Litvánia (LTU) (7 – 4 férfi, 3 nő)
- Luxemburg (LUX) (1 – 1 nő)
- Macedónia (MKD) (3 – 2 férfi, 1 nő)
- Madagaszkár (MAD) (1 – 1 férfi)
- Magyarország (HUN) (19 – 11 férfi, 8 nő)
- Moldova (MDA) (6 – 3 férfi, 3 nő)
- Monaco (MON) (4 – 3 férfi, 1 nő)
- Mongólia (MGL) (2 – 1 férfi, 1 nő)
- Nagy-Britannia (GBR) (39 – 23 férfi, 16 nő)
- Németország (GER) (155 – 94 férfi, 61 nő)
- Nepál (NEP) (1 – 1 férfi)
- Norvégia (NOR) (67 – 46 férfi, 21 nő)
- Portugália (POR) (1 – 1 férfi)
- Románia (ROU) (25 – 16 férfi, 9 nő)
- Olaszország (ITA) (179 – 106 férfi, 73 nő)
- Oroszország (RUS) (174 – 100 férfi, 74 nő)
- Örményország (ARM) (5 – 4 férfi, 1 nő)
- San Marino (SMR) (1 – 1 férfi)
- Spanyolország (ESP) (16 – 7 férfi, 9 nő)
- Svájc (SUI) (125 – 77 férfi, 48 nő)
- Svédország (SWE) (106 – 63 férfi, 43 nő)
- Szenegál (SEN) (1 – 1 férfi)
- Szerbia és Montenegró (SCG) (6 – 5 férfi, 1 nő)
- Szlovákia (SVK) (58 – 45 férfi, 13 nő)
- Szlovénia (SLO) (36 – 23 férfi, 13 nő)
- Tádzsikisztán (TJK) (1 – 1 férfi)
- Tajvan (TPE) (1 – 1 férfi)
- Thaiföld (THA) (1 – 1 férfi)
- Törökország (TUR) (6 – 3 férfi, 3 nő)
- Új-Zéland (NZL) (15 – 10 férfi, 5 nő)
- Ukrajna (UKR) (52 – 30 férfi, 22 nő)
- Üzbegisztán (UZB) (4 – 2 férfi, 2 nő)
- Venezuela (VEN) (1 – 1 férfi)

## Versenyszámok
A torinói játékokon tizenöt sportágban illetve szakágban negyvenöt férfi, harminchét női és kettő vegyes versenyszámban osztottak érmeket. Ezek eloszlásáról ad tájékoztatást az alábbi táblázat.
Ezen az olimpián rendeztek versenyt először tömegrajtos biatlonban, sífutó sprint csapatversenyben, hódeszka cross-ban és rövidpályás gyorskorcsolya csapatversenyben. A legutóbbi téli olimpiához képest nem rendeztek a férfiaknak 50 km-es, illetve a nőknek 30 km-es klasszikus stílusú sífutást.
| Sportág / Szakág           | Versenyszámok száma | Versenyszámok száma | Versenyszámok száma | Versenyszámok száma |
| Sportág / Szakág           | Férfi               | Női                 | Vegyes              | Összes              |
| -------------------------- | ------------------- | ------------------- | ------------------- | ------------------- |
| Alpesisí                   | 5                   | 5                   | 0                   | 10                  |
| Biatlon                    | 5                   | 5                   | 0                   | 10                  |
| Bob                        | 2                   | 1                   | 0                   | 3                   |
| Curling                    | 1                   | 1                   | 0                   | 2                   |
| Északi összetett           | 3                   | 0                   | 0                   | 3                   |
| Gyorskorcsolya             | 6                   | 6                   | 0                   | 12                  |
| Jégkorong                  | 1                   | 1                   | 0                   | 2                   |
| Műkorcsolya                | 1                   | 1                   | 2                   | 4                   |
| Rövidpályás gyorskorcsolya | 4                   | 4                   | 0                   | 8                   |
| Síakrobatika               | 2                   | 2                   | 0                   | 4                   |
| Sífutás                    | 6                   | 6                   | 0                   | 12                  |
| Síugrás                    | 3                   | 0                   | 0                   | 3                   |
| Snowboard                  | 3                   | 3                   | 0                   | 6                   |
| Szánkó                     | 2                   | 1                   | 0                   | 3                   |
| Szkeleton                  | 1                   | 1                   | 0                   | 2                   |
| Összesen                   | 45                  | 37                  | 2                   | 84                  |

## A legtöbb aranyérmet szerző sportolók
- Michael Greis (Németország, Biatlon): 3 aranyérem
- Jin Sun-Yu (Dél-Korea, Rövidpályás gyorskorcsolya): 3 aranyérem
- Ahn Hyun Soo (Dél-Korea, Rövidpályás gyorskorcsolya): 3 aranyérem

## A legtöbb érmet szerző sportolók
- Cindy Klassen (Kanada, Gyorskorcsolya): 5 (1 arany, 2 ezüst, 2 bronz)
- Ahn Hyun Soo (Dél-Korea, Rövidpályás gyorskorcsolya): 4 (3 arany, 1 bronz)

## Menetrend
| ● | Nyitó ünnepség | ● | Versenynapok | ● | Döntők | ● | Gála | ● | Záró ünnepség |

| Február                    | 10 | 11 | 12 | 13 | 14 | 15 | 16 | 17 | 18 | 19 | 20 | 21 | 22 | 23 | 24 | 25 | 26 | T  |
| -------------------------- | -- | -- | -- | -- | -- | -- | -- | -- | -- | -- | -- | -- | -- | -- | -- | -- | -- | -- |
| Ünnepségek                 | ●  |    |    |    |    |    |    |    |    |    |    |    |    |    |    |    | ●  |    |
| Alpesisí                   |    |    | 1  |    | 1  | 1  |    | 1  | 1  |    | 2  |    | 1  |    | 1  | 1  |    | 10 |
| Biatlon                    |    | 1  |    | 1  | 1  |    | 1  |    | 2  |    |    | 1  |    | 1  |    | 2  |    | 10 |
| Bob                        |    |    |    |    |    |    |    |    |    | 1  |    | 1  |    |    |    | 1  |    | 3  |
| Curling                    |    |    |    |    |    |    |    |    |    |    |    |    |    | 1  | 1  |    |    | 2  |
| Északi összetett           |    | 1  |    |    |    |    | 1  |    |    |    |    | 1  |    |    |    |    |    | 3  |
| Gyorskorcsolya             |    | 1  | 1  | 1  | 1  |    | 2  |    | 1  | 1  |    | 1  | 1  |    | 1  | 1  |    | 12 |
| Jégkorong                  |    |    |    |    |    |    |    |    |    |    | 1  |    |    |    |    |    | 1  | 2  |
| Műkorcsolya                |    |    |    | 1  |    |    | 1  |    |    |    | 1  |    |    | 1  | ●  |    |    | 4  |
| Rövidpályás gyorskorcsolya |    |    | 1  |    |    | 1  |    |    | 2  |    |    |    | 1  |    |    | 3  |    | 8  |
| Síakrobatika               |    | 1  |    |    |    | 1  |    |    |    |    |    |    | 1  | 1  |    |    |    | 4  |
| Sífutás                    |    |    | 2  |    | 2  |    | 1  | 1  | 1  | 1  |    |    | 2  |    | 1  |    | 1  | 12 |
| Síugrás                    |    |    | 1  |    |    |    |    |    | 1  |    | 1  |    |    |    |    |    |    | 3  |
| Snowboard                  |    |    | 1  | 1  |    |    | 1  | 1  |    |    |    |    | 1  | 1  |    |    |    | 6  |
| Szánkó                     |    |    | 1  |    | 1  | 1  |    |    |    |    |    |    |    |    |    |    |    | 3  |
| Szkeleton                  |    |    |    |    |    |    | 1  | 1  |    |    |    |    |    |    |    |    |    | 2  |
| Döntők                     |    | 4  | 8  | 4  | 6  | 4  | 8  | 4  | 8  | 3  | 5  | 4  | 7  | 5  | 4  | 8  | 2  | 84 |

## Éremtáblázat
| A 2006. évi téli olimpiai játékok éremtáblázatának első tíz helyezettje | A 2006. évi téli olimpiai játékok éremtáblázatának első tíz helyezettje | A 2006. évi téli olimpiai játékok éremtáblázatának első tíz helyezettje | A 2006. évi téli olimpiai játékok éremtáblázatának első tíz helyezettje | A 2006. évi téli olimpiai játékok éremtáblázatának első tíz helyezettje | Olimpia  |
| ----------------------------------------------------------------------- | ----------------------------------------------------------------------- | ----------------------------------------------------------------------- | ----------------------------------------------------------------------- | ----------------------------------------------------------------------- | -------- |
|                                                                         | Ország                                                                  | Arany                                                                   | Ezüst                                                                   | Bronz                                                                   | Összesen |
| 1.                                                                      | Németország (GER)                                                       | 11                                                                      | 12                                                                      | 6                                                                       | 29       |
| 2.                                                                      | Egyesült Államok (USA)                                                  | 9                                                                       | 9                                                                       | 7                                                                       | 25       |
| 3.                                                                      | Ausztria (AUT)                                                          | 9                                                                       | 7                                                                       | 7                                                                       | 23       |
| 4.                                                                      | Oroszország (RUS)                                                       | 8                                                                       | 6                                                                       | 8                                                                       | 22       |
| 5.                                                                      | Kanada (CAN)                                                            | 7                                                                       | 10                                                                      | 7                                                                       | 24       |
| 6.                                                                      | Svédország (SWE)                                                        | 7                                                                       | 2                                                                       | 5                                                                       | 14       |
| 7.                                                                      | Dél-Korea (KOR)                                                         | 6                                                                       | 3                                                                       | 2                                                                       | 11       |
| 8.                                                                      | Svájc (SUI)                                                             | 5                                                                       | 4                                                                       | 5                                                                       | 14       |
| 9.                                                                      | Olaszország (ITA)                                                       | 5                                                                       | 0                                                                       | 6                                                                       | 11       |
| 10.                                                                     | Franciaország (FRA)                                                     | 3                                                                       | 2                                                                       | 4                                                                       | 9        |
|                                                                         | Hollandia (NED)                                                         | 3                                                                       | 2                                                                       | 4                                                                       | 9        |